# Duccio Tessari

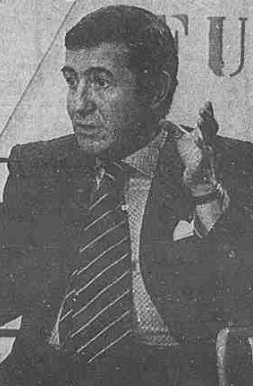
Duccio Tessari im Jahr 1984

Duccio Tessari (* 11. Oktober 1926 in Genua; † 6. September 1994 in Rom; eigentlich Amadeo Tessari) war ein italienischer Filmregisseur und Drehbuchautor.

## Leben und Werk
Nach einem Chemie- und Jurastudium wurde Tessari Produzent und Kameramann von Dokumentarfilmen, ehe er sich (nach einiger Zeit als Kulissenmaler für Sandalenfilme) hinüber auf den Regiestuhl von Spielfilmen begab, die er in aller Regel auch selbst geschrieben hatte.
Nach einem sein eigenes Genre Peplum ironisierenden Film (Kadmos – Tyrann von Theben, 1961) arbeitete er in verschiedenen Genres, wobei er v. a. im Italo-Western einige überdurchschnittliche Filme schuf, z. B. die beiden Ringo-Filme mit Giuliano Gemma. In den 1970er Jahren verlagerte er seinen Schwerpunkt auf Kriminalfilme, wo er dunkle und verstörende Exemplare wie Das Grauen kam aus dem Nebel oder Tödlicher Hass schuf. Das folgende Jahrzehnt sah seinen Wechsel zum Fernsehen, wo Tessari Dramen inszenierte; gelegentlich entstanden Filme für das Kino.
Tessari war seit 1971 in zweiter Ehe mit der Schauspielerin Lorella De Luca verheiratet.

## Filmografie

### Regie
- 1960: Messalina (Messalina Venere imperatrice)
- 1962: Kadmos – Tyrann von Theben (Arrivano i titani)
- 1963: In Ketten zum Schafott (Il fornaretto di Venezia)
- 1964: Heiße Spur Kairo-London (La Sfinge sorride prima di morire - Stop Londra)
- 1964: Für eine Handvoll Dollar (Mitarbeit am Drehbuch)
- 1965: Eine Pistole für Ringo (Una pistola per Ringo)
- 1965: Ringo kommt zurück (Il ritorno di Ringo)
- 1966: Kiss Kiss… Bang Bang
- 1968: Lieber eine junge Witwe (Meglio vedova)
- 1968: Der Bastard (I bastardi)
- 1969: Friß oder stirb (Vivi o preferibilmente morti)
- 1970: Quella piccola differenza
- 1970: Das Grauen kam aus dem Nebel (La morte risale a ieri sera)
- 1971: Die Todesflieger (Forza 'G')
- 1971: Das Messer (Una farfalla con le ali insanguinate)
- 1971: Zwei wilde Companeros (Viva la muerte… tua!)
- 1973: Die Helden von Afrika (Gli eroi)
- 1973: Tödlicher Haß (Tony Arzenta)
- 1974: Der Mann ohne Gedächtnis (L’uomo senza memoria)
- 1974: Zwei Fäuste des Himmels (Uomini duri)
- 1975: Zorro
- 1976: Safari Express
- 1978: Das fünfte Gebot
- 1985: Tex und das Geheimnis der Todesgrotten (Tex e il Signore degli abissi)
- 1986: Bitte laßt die Blumen leben
- 1990: Spatzi, Fratzi & Co. (C’era un castello con 40 cani)
- 1992: Lion of the Desert (Beyond Justice)

### Drehbuch
- 1958: Kanonenserenade (Pezzo, capopezzo e capitano)
- 1960: Die Rache des Herkules (La vendetta di Ercole)
- 1960: Ursus im Reich der Amazonen (La regina delle amazzoni)
- 1961: Macistes größtes Abenteuer (Maciste contro il vampiro)
- 1961: Romulus und Remus (Romolo e Remo)
- 1961: Maciste in der Gewalt des Tyrannen (Maciste alla corte del Gran Khan)
- 1962: Marco Polo
- 1966: Die 7 Pistolen des McGregor (7 pistole per i MacGregor)
- 1968: Der letzte Zug nach Durango (Un treno per Durango)